# 磐城炭鉱
磐城炭鉱（いわきたんこう）は、福島県にかつて存在した日本の会社である。1877年（明治10年）設立。本社・東京市京橋区湊町海岸、鉱業所は福島県石城郡湯本町にあった。浅野財閥の中核企業の一つであったが、第二次世界大戦中に国策に従って大倉財閥の入山採炭と合併して常磐炭鉱（現・常磐興産）となった。名称は磐城炭礦とも表記される。

## 設立と赤字経営

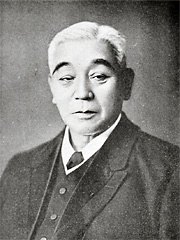
浅野総一郎

西南戦争で石炭価格が暴騰した時に、浅野総一郎は磐城を調査して豊かな鉱脈を発見した。そして浅野総一郎（浅野財閥）10500円、渋沢栄一（渋沢財閥）6000円、大倉喜八郎（大倉財閥）・渡辺治右衛門・須藤時一郎・沼間守一・佐々木荘助3000円ずつ、その他数人が出資し、合計四万円を資本金にして1883年（明治16年）に磐城炭鉱会社を設立し浅野が経営に当った。1884年（明治17年）2月に採掘を開始したが、浅野は250万坪という驚くほど広大な鉱区を申請した。炭鉱から海岸へ石炭を牛馬で運び、帆船に積み替えて東京へ運んだので、輸送費が高すぎて利益が出ずに毎期欠損が続いた。それで1887年（明治20年）5月に、小野田炭山から小名浜（小野浜）まで約3キロの距離に軽便鉄道（馬車鉄道）を敷いて、輸送費をある程度軽減したが、根本的な解決にはならなかった。七年間ずっと無配当が続いたので出資者が次々に去っていき、浅野と渋沢ともう一人の三人だけが残った。

## 鉄道敷設
1889年（明治22年）に斜坑を開さくして水準面以下を採掘し始め、蒸気捲揚機・気罐排水ポンプなど最新機械を導入し、さらに1894年（明治27年）に内郷炭鉱を買収すると、出炭量が急増した。1889年（明治22年）に福島県菊多・磐前・磐城郡長白井遠平は石炭輸送改善と地域開発のために磐城から東京への鉄道敷設を計画し、浅野総一郎・渋沢栄一・川崎八右衛門（東京川崎財閥）が賛同し、福島県知事山田信道も加わって常磐鉄道創立を目指したが、不景気で資金不足になるという理由で鉄道局長官井上勝が反対して中止された。1893年（明治26年）に景気が回復すると、白井は日本鉄道会社も加えて常磐鉄道創立を目指したが、日本鉄道会社が支線として敷設することになり、日本鉄道・通運会社・川崎八右衛門（入山採炭を設立）が50万円ずつ、渋沢と浅野が25万円ずつ合計200万円出資した。1896年（明治29年）日本鉄道磐城線（JR常磐線）が平まで開通すると、磐城炭鉱は湯本駅まで専用鉄道を敷いて、石炭を炭鉱から東京まで鉄道で輸送して、輸送費を削減した。

## 経営順調
1897年（明治30年）には磐城炭鉱が常磐炭田全体の生産量の51%を占めた。翌年には内郷に斜坑と町田立坑を作った。1905年（明治38年）に内郷の町田立坑で大きな出水があった。1909年（明治42年）10月9日には磐城炭鉱の小野田炭坑で大規模な出水があり、いわき湯本温泉の湧出量が激減して十分の一になり、飲料用の湧水も減少したので温泉客が減少し景気が悪化したので、湯本村が鉱山監督局と県に陳情したところ、知事の西久保弘道が炭鉱との賠償交渉を仲裁した。その結果1910年（明治43年）12月に和解が成立し、磐城炭鉱・三星炭鉱・入山採炭が出炭1トン毎に2銭を湯本村に十年間贈与することになった。浸水で水没し排水不能のまま放置されていた三星炭鉱を、1915年（大正4年）に買収し、大金をかけ最新技術を導入して排水に成功し綴坑と命名した。1917年（大正6年）に住吉坑を開さくした。1919年（大正8年）に資本金を100万円から600万円に増資し、翌年に900万円に増資したが、1925年（大正14年）12月に茨城採炭（多賀地区の千代田と重内）を合併して1075万円に増資した。優良企業として1892年（明治25年）から1926年（昭和元年）まで配当を継続した。

## 無配転落

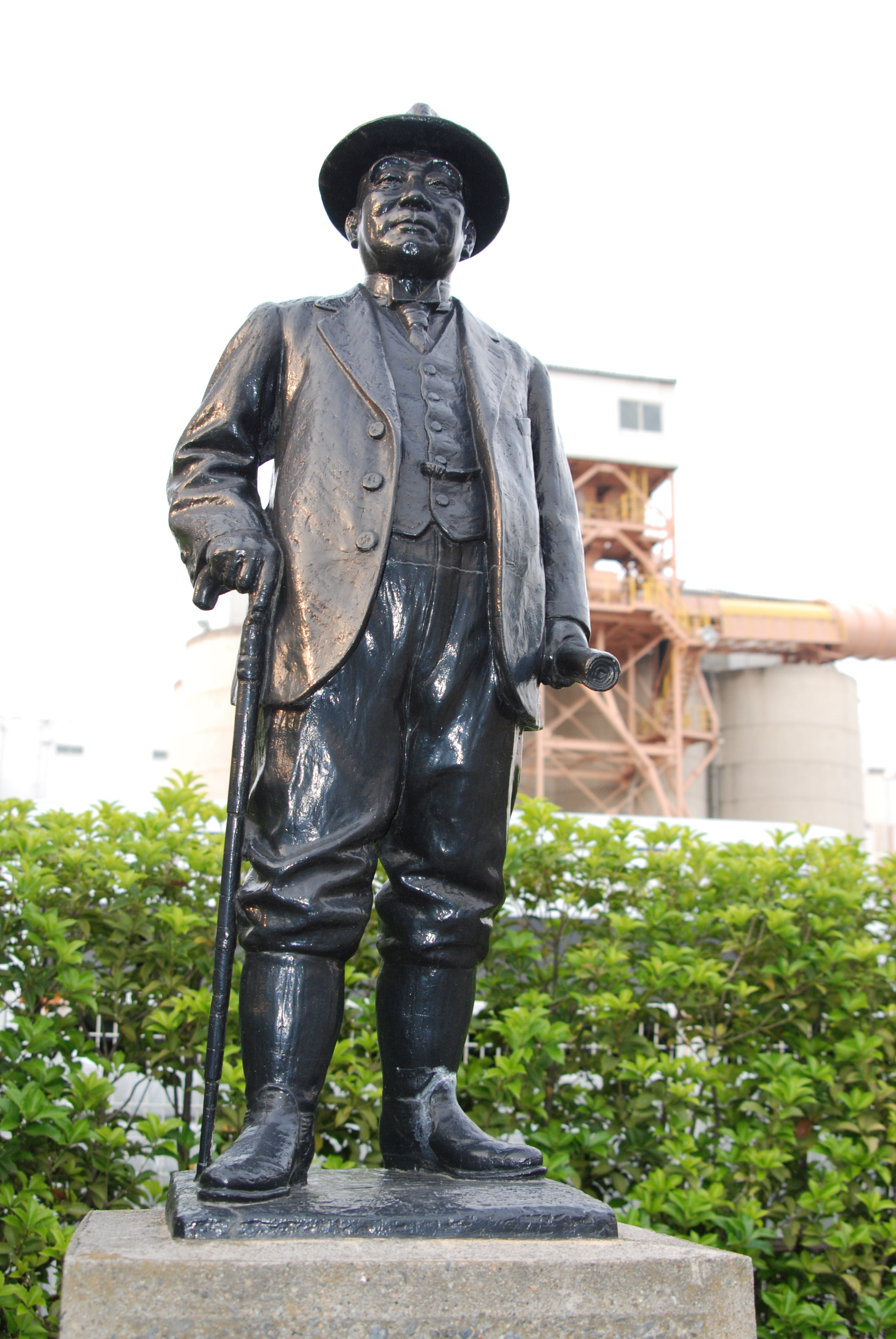
浅野総一郎の銅像

1927年（昭和2年）1月に健康保険組合会議員選挙で当選した山代吉宗を解雇したところ労働争議が起こり全山が一ヶ月休坑したうえに、同年3月には内郷鉱区の町田坑で大火災が起きて多数の死傷者を出したので、上期は18万円の欠損を出し積立金から補填した。これを境に無配が続き、ようやく1933年（昭和8年）に復配した。1930年（昭和5年）に出炭量が減少した小野田鉱を戸部鉱業に売却し、長倉坑と住吉坑と内郷坑を租鉱区（契約によって他社の租鉱権を設定した区域）にした。浅野総一郎の死後に、磐城炭鉱の労働者・職員・その他有志の拠出金約9200円を基にして浅野記念館が建設された。1931年（昭和6年）9月から1933年（昭和8年）5月まで工事に費やしたが、約800名を収容できる大きな建物で壇上正面には浅野総一郎の全身像が安置されていた。1934年（昭和9年）10月に三井鉱山と共同で第二磐城炭鉱を設立して1938年（昭和13年）5月に合併した。1936年（昭和11年）末から住吉坑と綴坑で三回も出水事故があり、1937年（昭和12年）上期には無配になった。1938年（昭和13年）に日支炭鉱汽船から多賀地区の旧関本村鉱区を買収し神の山鉱を開さくした。1939年（昭和14年）に重内坑を売却し、町田坑を操業休止にし、1940年（昭和15年）3月に山神坑を売却したが、5月20日に長倉坑一番卸でガス爆発があり死者四名重軽症者六名を出した。1943年（昭和18年）3月には綴坑を閉塞した。

## 国策で入山採炭と合併
第二次世界大戦中の1943年（昭和18年）4月に政府は炭鉱整理要綱を策定した。これは低能率の炭鉱から高能率の炭鉱に労働力と資材を移動することで、労働力と資材の不足を克服して石炭の生産を増やすというものだった。政府指導の下で石炭統制会と石炭統制組合が直接その任に当ったが、その最初として磐城炭鉱と入山採炭の統合を発表した。1944年（昭和19年）、当局の指示により磐城炭鉱は入山採炭（大倉財閥）と合併し常磐炭鉱株式会社になった。表面は対等合併だが、株価評価では磐城炭鉱は入山採炭の半額で不利だった。
常磐炭鉱は、1964年（昭和39年）に常磐ハワイアンセンター（現スパリゾートハワイアンズ）の運営会社として常磐湯本温泉観光株式会社を設立。1970年（昭和45年）に常磐炭鉱から常磐興産株式会社に商号を変更し、常磐湯本温泉観光株式会社を合併している。